# César Cui
Tsézar Antónovitx Kiuí, rus: Цезарь Антонович Кюи, AFI /ˈt͡sjezərʲ ɐnˈtonəvʲɪt͡ɕ kʲʊˈi / ( ? i  escolteu-ne la pronunciació en rus), batejat com a Cesarius Benjaminus Cui i conegut habitualment amb el nom francesitzat de César Cui   (Vílnius, 18 de gener de 1835 - Sant Petersburg, 24 de març de 1918), fou un compositor i crític musical rus, membre del cercle Beliàiev i el Grup dels Cinc, un grup de compositors combinats per la idea de crear un tipus de música específicament rus. Com a oficial de l'Exèrcit Imperial Rus va ascendir al rang d'enginyer general (equivalent a general), va ensenyar a construir fortificacions a les acadèmies militars russes i va escriure una sèrie de monografies sobre el tema.

## Biografia

### Formació i carrera
Nasqué el 6 de gener (CJ 18 de gener) de 1835 a la ciutat de Vilna (actual Vílnius). L'ortografia original francesa del seu cognom era «Queuille». El seu pare, Antoine (Anton Leonàrdovitx) Cui, originari de França, va servir a l'exèrcit napoleònic. Ferit l'any 1812 prop de Smolensk durant la guerra patriòtica de 1812, congelat, no va tornar amb les restes de les tropes derrotades de Napoleó a França, sinó que va romandre per sempre a Rússia. A Vilna, Anton Cui, que es va casar amb Iúlia Gutsévitx es dedicava a ensenyar francès a l'escola de gramàtica local. César Cui es comunicava amb el seu pare en francès, amb altres membres de la família en lituà o polonès, i des dels 5 anys parlava rus amb els seus companys de gymnasium. El germà de César, Aleksandr (1824—1909), després esdevingué un conegut arquitecte.
Amb 5 anys, Cui ja tocava al piano la melodia d'una marxa militar que havia sentit. Als deu anys, la seva germana va començar a ensenyar-li a tocar el piano. Mentre estudiava al gimnàs de Vilna, Cui, sota la influència de les masurques de Chopin, que va romandre per sempre com el seu compositor favorit, va compondre una masurca per la mort d'un professor seu, Moniuszko, que aleshores vivia a Vílna, es va oferir a donar al talentós jove lliçons gratuïtes d'harmonia, que només van durar set mesos.
El 1851, Cui va ingressar a l'Escola Principal d'Enginyers. El 1855 es va graduar a l'escola i, després d'estudis avançats a l'Acadèmia d'Enginyeria Nikolàievski, ara Universitat tècnica d'enginyeria militar, va començar la seva carrera militar l'any 1857 com a instructor de fortificacions. Els seus estudiants al llarg de les dècades van incloure diversos membres de la família imperial, sobretot Nicolau II.
En relació amb l'esclat de la guerra russo-turca, Cui, a petició del seu antic alumne Skóbelev, va ser enviat al teatre d'operacions el 1877, on va revisar les obres de fortificació i va participar en l'enfortiment de les posicions russes prop de Constantinoble. L'any 1878, d'acord ambls resultats d'un treball escrit brillantment sobre les fortificacions russes i turques, va ser nomenat professor adjunt, i ocupà una càtedra de la seva especialitat al mateix temps en tres acadèmies militars: l'Estat Major, l'Enginyeria Nikolàievski i l'Artilleria Mikhailovskaia. El 1880 es va convertir en professor, i el 1891, professor honorat de fortificació a l'Acadèmia d'Enginyeria Nikolàiev i va ser ascendit al grau de general major.
Cui va ser el primer dels enginyers russos a proposar l'ús de torres blindades a les fortaleses terrestres. Va adquirir una gran i honorable fama com a professor de fortificació i com a autor d'obres destacades sobre aquest tema. Va ser convidat a donar conferències sobre fortificació a l'hereu al tron, el futur emperador Nicolau II, així com a diversos grans ducs. El 1906, César Cui va ser ascendit al rang d'enginyer general.

### Vida vocacional a la música
Malgrat els seus èxits com a acadèmic militar professional, Cui és més conegut a Occident per la seva «altra» vida en la música. Quan era nen a Vílnius va rebre lliçons de piano, va estudiar les obres de Frédéric Chopin i va començar a compondre petites peces als catorze anys. En els pocs mesos que transcorregueren abans de ser enviat a Sant Petersburg, aconseguí rebre algunes lliçons de teoria musical del compositor polonès Stanisław Moniuszko, que en aquell moment residia a Vílnius.
En el desenvolupament del talent de Cui va tenir una gran importància l'amistat amb Balàkirev (1857), que en el primer període de l'obra de Cui va ser el seu assessor, crític, professor i en part col·laborador (principalment pel que fa a l'orquestració, que fou per sempre més l'aspecte més vulnerable de la textura Cui), i una estreta relació amb el seu cercle: Mússorgski (1857), Rimski-Kórsakov (1861) i Borodin (1864), així com amb Dargomijski (1857), que va tenir una gran influència en el desenvolupament de l'estil vocal de Cui.
Tot i que componia música i escrivia crítica musical en el seu temps lliure, Cui va resultar ser un compositor i feuilletonista extremadament prolífic. El seu «debut» públic com a compositor es va produir el 1859 amb la interpretació del seu Scherzo orquestral, op. 1, sota la batuta d'Anton Rubinstein i els auspicis de la Societat Musical Russa. El 1869 va tenir lloc la primera representació pública d'una òpera de Cui; fou William Ratcliff (basada en la tragèdia de Heinrich Heine); però finalment no va tenir èxit, en part a causa de la duresa dels seus propis escrits a la premsa musical. Totes les seves òperes menys una van ser compostes amb textos russos; l'única excepció, Le flibustier (basada en una obra de Jean Richepin), estrenada a l'Opéra-Comique de París el 1894 (vint-i-cinc anys després de Ratcliff), però tampoc no va tenir èxit. Les obres escèniques més reeixides de Cui durant la seva vida foren l'òpera còmica en un acte El fill del mandarí (estrenada públicament el 1878), el Presoner del Caucas en tres actes (1883), basada en Puixkin, i l'obra d'un acte Mademoiselle Fifi (1903), basada en Guy de Maupassant. A més de Flibustier, les úniques altres òperes de Cui interpretades en vida fora de l'Imperi Rus van ser El presoner del Caucas (a Lieja, 1886) i l'òpera infantil El gat amb botes (a Roma, 1915).

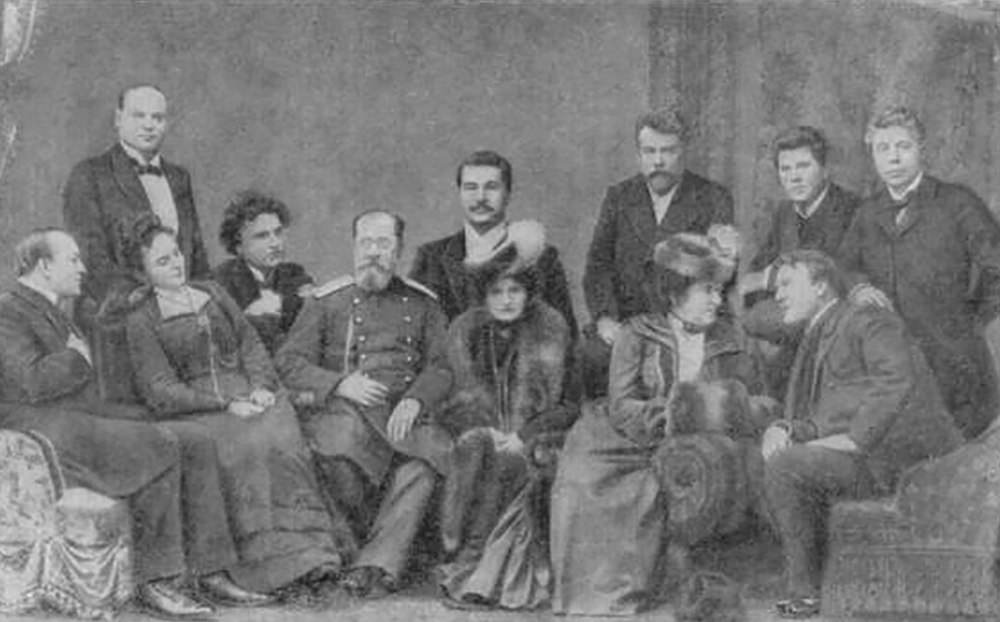
Cui entre els artistes del Teatre Bolxoi de Moscou, 1902

Les activitats de Cui en la vida musical incloïen també la pertinença al comitè de selecció d'òpera del Teatre Mariinski; aquest període va acabar el 1883, quan tant ell com Rimski-Kórsakov van abandonar el comitè en protesta pel seu rebuig a la Khovànsxina de Mússorgski. Durant el 1896–1904 va ser director de la branca de Sant Petersburg de la Societat Imperial Russa de Música.
Entre els molts músics que Cui va conèixer a la seva vida, destaca de llarg Franz Liszt. Liszt valorava bastant la música dels compositors russos; per a l'òpera de Cui William Ratcliff va expressar alguns dels més alts elogis.El llibre de Cui La musique en Russie i la seva Suite pour piano, op. 21, estan dedicats al gran compositor. A més, la Tarantelle de Cui per a orquestra, Op. 12, va formar la base de l'última transcripció per a piano de Liszt.
Dues personalitats d'importància directa per a Cui eren dones que es dedicaren especialment a la seva música. A Bèlgica, la comtessa de Mercy-Argenteau (1837–1890) va ser la més influent per fer possible la posada en escena del Presoner del Caucas el 1885. A Moscou, Maria Kérzina, amb el seu marit Arkadi Kerzin, va formar el 1896 el Cercle d'amants de la música russa, una societat d'actuació, que va començar el 1898 per donar un lloc especial a les obres de Cui, entre els d'altres compositors russos, en els seus concerts.
En una vida musical tan llarga i activa com la de Cui hi va haver molts reconeixements. A finals de la dècada de 1880 i principis de la dècada de 1890 diverses societats musicals estrangeres van honorar Cui nomenant-lo membre d'elles. Poc després de la posada en escena de Le flibustier a París, Cui va ser escollit membre corresponent de l'Académie française i va rebre la creu de la Légion d'honneur. El 1896 la Reial Acadèmia Belga de Literatura i Art el va fer membre. El 1909 i el 1910 es van celebrar esdeveniments en honor al 50è aniversari de Cui com a compositor.

### Família

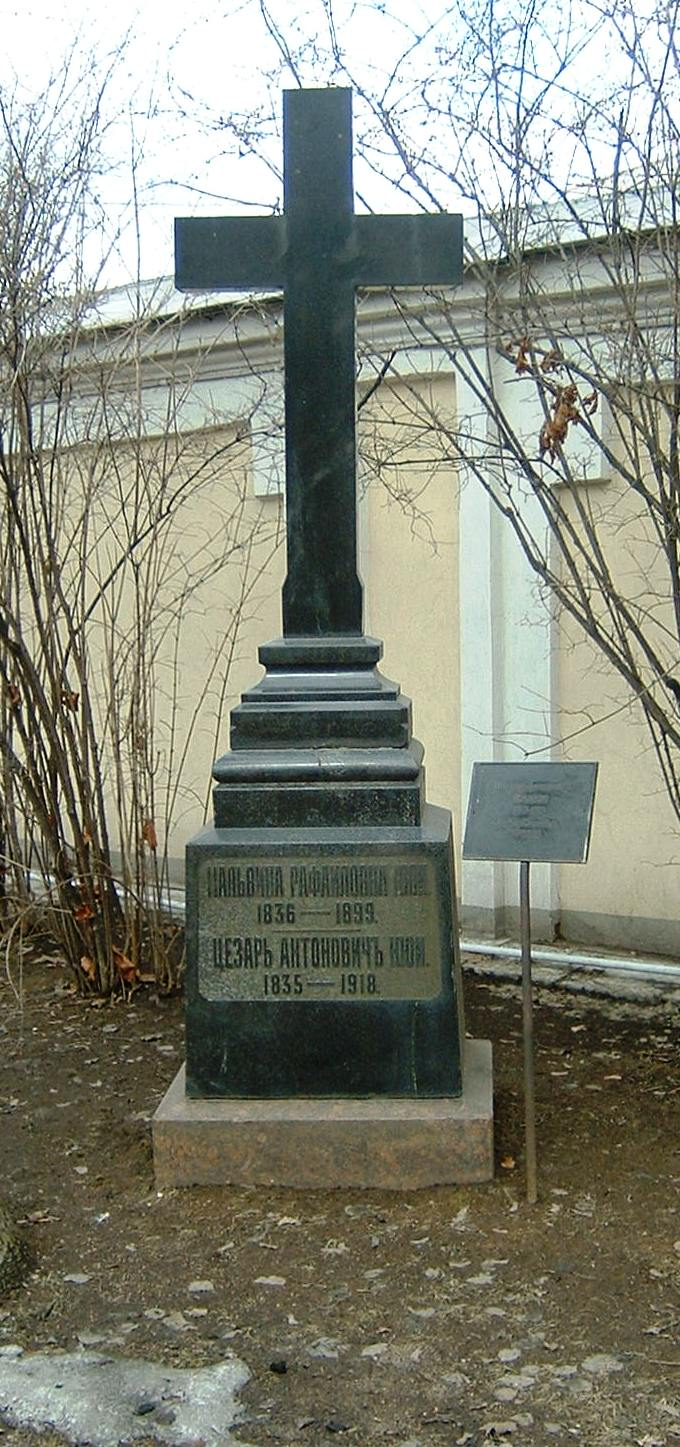
Tomba de Malvina i César Cui, cementiri de Tikhvin, Sant Petersburg

El 19 d'octubre de 1858, Cui es va casar amb Malvina Rafaílovna Bàmberg, (rus: Мальвина Рафаиловна Бамберг AFI /mɐlʲˈvʲinə rəfɐˈiɫəvnə ˈbam⁽ʲ⁾bʲɪrk/, 1836-1899), alumna de Dargomijski. A ella està dedicat l'scherzo orquestral Op. 1 (1857), amb el tema principal, B, A, B, E, G (les lletres del seu cognom) i la persistència de les notes C, C (César Cui), una idea clarament inspirada en Schumann, que generalment va tenir una gran influència en Cui.
César i Malvina van tenir dos fills, Lídia i Aleksandr. Lídia, una cantant amateur, es va casar i va tenir un fill anomenat Iuri Boríssovitx Amoretti; en el període anterior a la Revolució d'Octubre Aleksandr era membre del Senat rus.

### Darrers anys i mort
El 1916 el compositor va quedar cec, tot i que encara era capaç de compondre petites peces mitjançant el dictat. Cui va morir el 13 de març de 1918 d'apoplexia cerebral i va ser enterrat al costat de la seva dona Malvina (que havia mort el 1899) al cementiri luterà Smolenski de Petrograd (actualment Sant Petersburg). L'any 1939 el seu cos va ser reinhumat al cementiri de Tikhvin al monestir d'Alexandre Nevski, per estar al costat dels altres membres dels Cinc.

## Cui com a crític musical
Com a escriptor de música, Cui va contribuir amb gairebé 800 articles entre 1864 i 1918 a diversos diaris i altres publicacions de Rússia i Europa. (Es va «retirar» de la crítica musical habitual el 1900.) La seva àmplia cobertura va incloure concerts, recitals, vida musical, noves publicacions de música i personalitats. Un nombre important dels seus articles (ca. 300) tractaven sobre òpera.Diversos dels seus conjunts temàtics d'articles van ser reeditats com a monografies; aquests tractaven temes tan variats com la producció original de 1876 de Der Ring des Nibelungen de Wagner a Bayreuth, el desenvolupament de la romança russa, la música a Rússia i les conferències fonamentals d'Anton Rubinstein sobre la història de la música per a piano de 1888–1889. A més, com a part de la seva professió, Cui també va publicar molts llibres i articles sobre fortificacions militars.
A causa de les normes relacionades amb la seva condició a l'exèrcit rus, els primers anys els seus articles musicocrítics es van haver de publicar amb un pseudònim, que constava de tres asteriscs (***); als cercles musicals de Petersburg, però, va quedar clar qui escrivia els articles. Les seves crítiques musicals van començar al Sankt-Peterbúrgskie Védomosti, expressant el menyspreu per la música anterior a Beethoven (com ara Mozart) i la seva defensa de l'originalitat en la música.

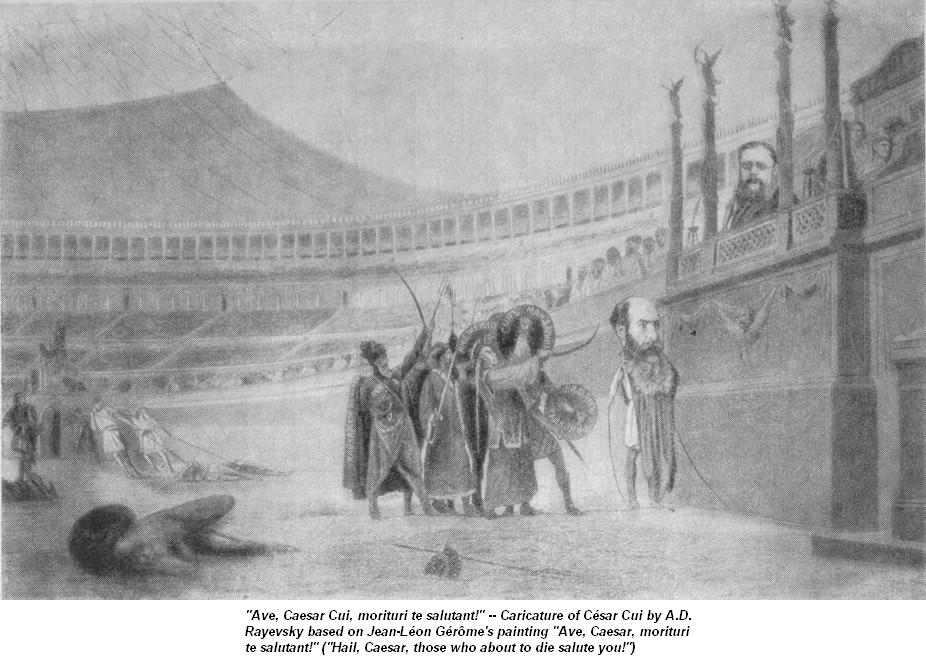
Caricatura de Cui feta per Raievski, basada en una pintura de Jean-Léon Gérôme. Els gladiadors al centre porten escuts inscrits amb els títols de les òperes de Cui William Ratcliff,, El fill del mandarí i Angelo.

L'objectiu principal de Cui com a crític era promocionar la música dels compositors russos contemporanis, especialment les obres dels seus ara més coneguts co-membres del Grup dels Cinc Fins i tot ells, però, no es van estalviar les reaccions negatives d'ell aquí i allà, especialment en la seva àcida crítica de la primera producció de Borís Godunov de Mússorgski el 1874. Posteriorment, Cui va defensar la música d'aquest difunt col·lega seu, fins al punt de fer la primera finalització de l'òpera inacabada de Mússorgski La fira de Sorótxintsi.
No obstant això, els compositors russos que no formaven part del Grup dels Cinc, sovint eren més propensos a produir una reacció negativa. Això derivava, almenys en part, de la desconfiança del sistema de conservatoris d'estil occidental a favor de l'enfocament autodidacte que havien practicat Els Cinc. Cui va criticar la segona òpera interpretada de Txaikovski, L'oprítxnik, per exemple; i els seus comentaris punyents sobre la Simfonia núm. 1 de Rakhmàninov són sovint citats. Afortunadament per a la posteritat, ambdues obres han sobreviscut a les seves estrenes desfavorables.
Dels compositors occidentals, Cui afavoria Berlioz i Liszt com a progressistes. Admirava les aspiracions de Wagner pel que fa al drama musical, però no estava d'acord amb els mètodes d'aquest compositor per aconseguir-les (com el sistema de leitmotiv i el predomini de l'orquestra).
Al final de la vida, el presumpte progressisme de Cui, tal com es va adoptar als anys 1860 i 70, es va esvair, i va mostrar una ferma hostilitat cap als «modernistes» més joves com ara Richard Strauss i Vincent d'Indy. Els últims articles publicats de Cui (de 1917) constituïen paròdies despietades, incloent-hi la petita cançó «Himne al futurisme» i «Instruccions concises sobre com esdevenir un compositor modern de geni sense ser músic».

## Cui com a compositor

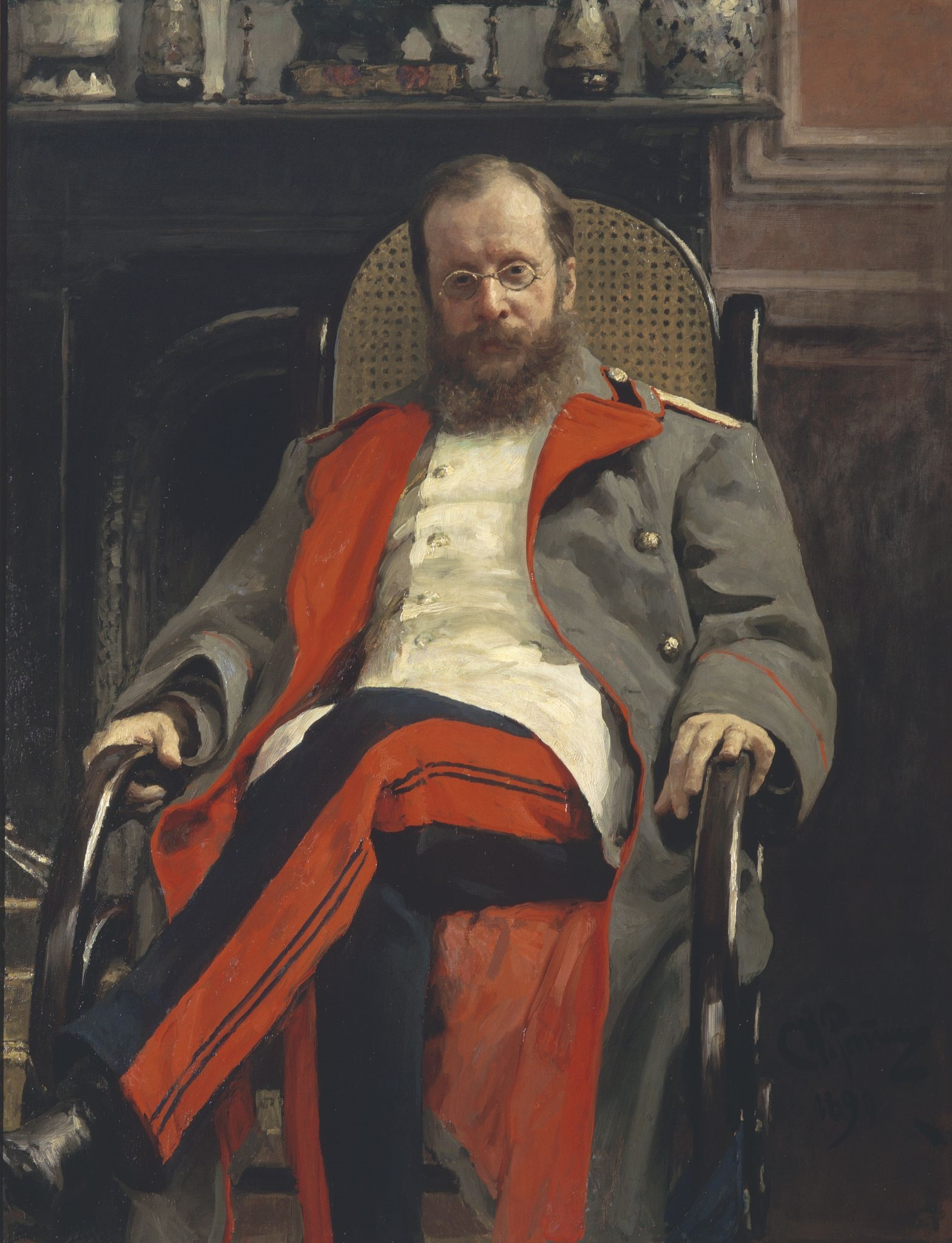
Retrat de César Cui per Ilià Repin, 1890, (Galeria Tretiakov)

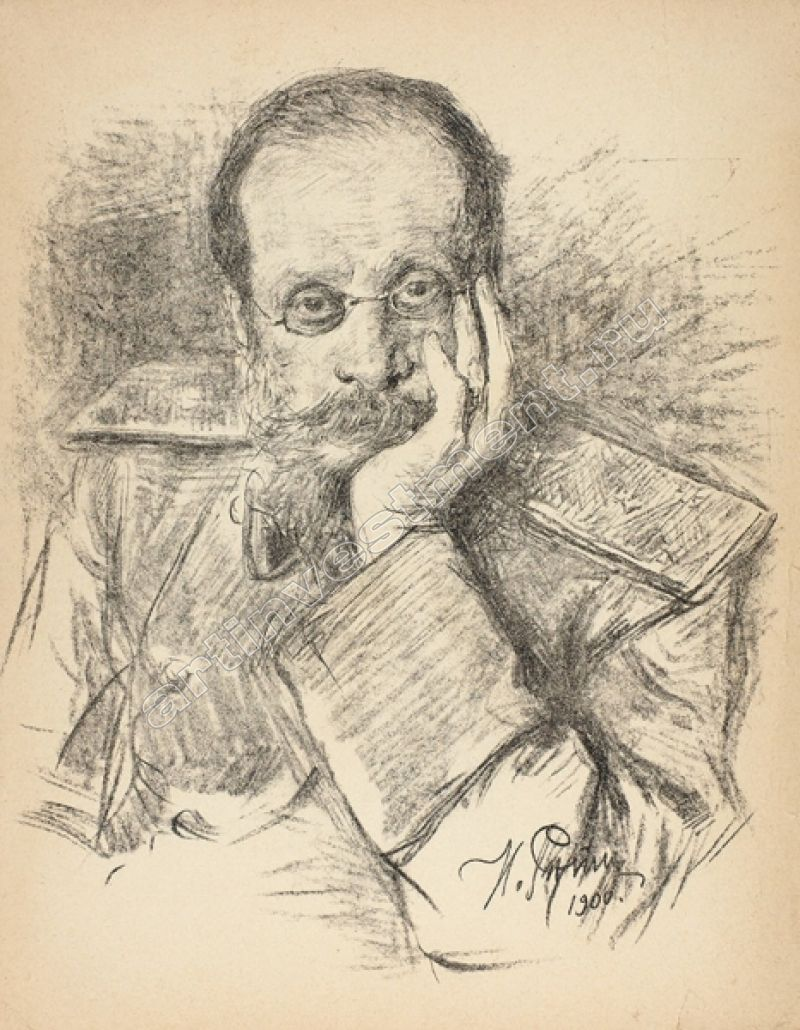
Retrat de César Cui per Ilià Repin (esbós), 1900

César Cui va compondre moltes peces, en pràcticament tots els gèneres musicals, amb la notable excepció de la simfonia. Cui va escriure notablement moltes cançons en rus, francès, polonès i alemany, inclosos duets. Moltes peces per a piano i música de cambra, inclosos tres quartets de corda, figuren al catàleg del compositor. Les òperes també ocupen un lloc important, ja que en va compondre quinze. La primera òpera del compositor fou El presoner del Caucas (1873), amb un llibret inspirat en Puixkin. Però la més coneguda continua sent fou William Ratcliff (basada en la tragèdia de Heinrich Heine), que es representà per primera vegada el 14 de febrer de 1869 al Teatre Mariïnski, sota la direcció d'Eduard Napravnik. Aquesta òpera va ser ben rebuda pel Grup dels Cinc, però va lluitar per aconseguir un autèntic reconeixement públic, tot i que va ser la primera òpera del Grup dels Cinc que es va representar.
També s'observa que els conflictes mundials van influir molt en Cui: els períodes de la guerra russo-japonesa de 1904-1905 i la Primera Guerra Mundial van veure néixer moltes cançons i marxes militars. El compositor també va escriure música religiosa: tres psalms, uns quants Avemaries i una versió del Magnificat.

## Obra

### Obra orquestral
- Suite núm. 1 op. 20 Suite miniature (1882)
- Suite núm. 2 op. 38 (1887)
- Suite núm. 3 op. 43 In modo populari (1890)
- Suite concertant op. 25 per a violí i orquestra (1884)
- Tres scherzi op. 82 (1910)

### Òperes
- El presoner del Caucas (1857-58, revisada el 1881-82, basada en el poema homònim d'Aleksandr Puixkin)
- El fill del mandarí (llibret de Víktor Krilov) (1859)
- William Ratcliff (1861-1868) adaptació de la tragèdia de Heinrich Heine.
- Angelo (basada en el drama «Angelo, tirà de Pàdua» de Victor Hugo) (1871-1875)
- El filibuster (1888-1889) (basada en l'obra homònima de Jean Richepin)
- El sarraí (basada en el drama Carles VII d'Alexandre Dumas (pare)) (1899)
- Un festí durant la pesta (basada en l'obra homònima d'Aleksandr Puixkin) (1900)
- Mademoiselle Fifi, òpera en un acte basada en l'obra homònima de Guy de Maupassant (1900)
- Mateo Falcone (adaptació del conte homònim de Prosper Mérimée de 1829 i del poema de Vassili Jukovski basat en ell) (1907)
- La filla del capità (adaptació de l'obra homònima d'Aleksandr Puixkin. (1907-1909)
- La Caputxeta Vermella (òpera per a infants, basada en el conte de fades del mateix nom de Charles Perrault) (1911)
- El gat amb botes, òpera per a infants, basada en el conte de fades del mateix nom de Charles Perrault) (1913)

Cui va completar dues òperes d'altres compositors:
- El convidat de pedra (Aleksandr Dargomijski) (1872)
- La fira de Sorótxintsi (Modest Mússorgski) (1916)

### Música vocal
- Cantata per al tricentenari de la dinastia Romànov, op. 89 (1913)
- Cors a cappella
- Música coral espiritual
- Unes 350 cançons i lieder, entre els quals més de 50 per a nens

### Piano
- Sonatina op. 106 (1916)
- A Argenteau, 9 peces op. 40 (1887)
- 25 preludis op. 64 (1903)
- Temes i variacions op. 61 (1901)
- Peces per a piano a quatre mans
- Moltes peces petites (valsos, masurques, etc.)